# Ensenyament del bretó
L'ensenyament del bretó i en bretó a l'escola és una reivindicació històrica dels parlants de bretó, llengua cèltica de França que s'ha transmès majoritàriament de pares a fills fins a mitjans del segle xx.

## Abans delseglexix
Abans del segle xix, França era un estat multilingüe. El francès era parlat per una minoria de la població. La majoria parlaven llengües romàniques, principalment llengües d'oïl i llengües d'oc, encara que hi havia grups que parlaven altres llengües (alsacià, cors, català, neerlandès, bretó o basc). L'ensenyament estava en mans de l'Església catòlica, que ensenyava el catecisme en bretó a la Baixa Bretanya.
A finals del segle xviii, i gràcies a la revolució francesa, es començà a imposar la idea que França havia de ser uniformitzada, principalment amb l'ús d'una llengua única ("un país, una nació, una llengua"). Per a Antoine de Rivarol, totes les llengües no són pas iguals i el francès és la llengua universal que és cridada a imposar (cf. Discours sur l'Universalité de la Langue Française). Per a Bertrand Barère de Vieuzac, les altres llengües no franceses són senyal de contrarevolució i dels invasors estrangers.

## En elseglexix
Des de mitjans del segle xix, el govern francès va començar a reprimir a poc a poc l'ús de les llengües regionals. A partir de finals del segle xix, l'Estat francès s'encarrega progressivament de l'educació, expulsà algunes congregacions, les va substituir per professors laics i denegà les autoritzacions per a la majoria d'escoles religioses. Això provocarà una llarga disputa entre l'ensenyament confessional i les escoles laiques (Escoles del diable).
En aquests anys prendrà cos el nacionalisme francès, i l'Estat aplicarà una política de fusió dels diversos components de la nació francesa per tal de prendre venjança sobre Alemanya a causa de la derrota en la Guerra francoprussiana de 1870. De facto, les llengües dites regionals són bandejades de l'ensenyament per a disgust d'alguns professors que es pregunten com ensenyar en aquestes condicions als estudiants no francòfons. El clímax s'assolí el 1902, quan el govern d'Émile Combes promulgà per decret l'"ús abusiu del bretó". Les escoles catòliques deixaren d'ensenyar el bretó. El bretó desapareixerà de l'escola a començaments del segle xx, i només serà transmès de generació en generació per via oral.

## En el segle XX
Regularment s'alçaren veus a favor del multiculturalisme i del respecte per les altres cultures, però sempre foren una minoria. En particular, grans peticions (Ar Brezhoneg er Skol en la dècada de 1930, la gran petició popular d'Emgleo Breiz el 1967) i manifestacions regulars reclamaren l'ensenyament del bretó.
Inspirat per l'exemple de l'URSS, que reconeixia als seus pobles el dret a practicar la seva llengua, el mestre d'escola pública Yann Sohier fundà Ar Falz ("La Falç"), una associació de "professors laics partidaris de l'ensenyament del bretó". El seu programa inclou l'afirmació del bretó com l'idioma principal de l'ensenyament i el rebuig d'un sistema bilingüe que, per a ells, tenia com a efecte "aïllar el poble bretó en una llengua de cultura reduïda". Després de la mort de Yann Sohier, la seva obra fou continuada per Yann Kerlann i A. Keravel.
Durant els anys 1940-1944, el govern de la França de Vichy es van prendre mesures presentades com a simbòliques ("autorització" per ensenyar el bretó una hora i mitja a la setmana a les escoles primàries) però seran seguides amb poc efecte. El 1942 Kerlann intentarà una experiència més reeixida. En el seu llibre dedicat a les escoles Diwan, de Jean-Charles Perazzi, resumeix l'experiència:
| « | "Durant la darrera guerra mundial, Yann Kerlann (Jean Delalande), amic i successor de Yann Sohier al capdavant d'Ar Falz, mensual de mestres laics defensors de l'ensenyament de bretó, ha obert a Plestin-les-Grèves "Skol Blistin". Però la seva existència serà efímera: un any. I el seu iniciador, que va acabar la guerra, serà condemnat a "indignitat nacional per tota la vida." La República no sempre és amable amb els pioners de l'educació nacional." | » |

En concret, Yann Kerlann organitza l'ensenyament del bretó al Col·legi Públic de Plestin-les-Grèves al novembre de 1942, no lluny de Lannion, gràcies al decret de Jérôme Carcopino pel que s'autoritza aquest tipus d'educació. Va organitzar una classe de dotze estudiants, probablement la majoria d'ells fills de membres del Partit Nacional Bretó. A la pàgina 253 del seu llibre Le Monde comme si, Françoise Morvan cita un extret del diari del PNB L'Heure Bretonne publicat el 8 de novembre de 1941, on Kerlann presenta el que vol fer un article titulat "Una Bretanya nova que no farà olor de ranci".
| « | Cal que aprengueu la història dels vostres avantpassats, haveu d'aprendre bretó, sí, a llegir i escriure correctament. Haveu de retrobar l'Esperit de la Raça parlant, llegint, escrivint, cantant en bretó! ... Llavors s'aixecarà de nou una Bretanya bretona, on els bretons hi seran honrats, on recuperaran el seu orgull, on es parlarà bretó, un bretó correcte, net de gal·licismes, que s'impartirà a les nostres escoles ... | » |

Aquesta experiència fou interrompuda novament el 1944 i seguiren uns anys de persecució a tot el que fes flaire de nacionalisme bretó. Tot i això, el 1951 l'Assemblea Nacional Francesa va aprovar la llei Deixonne que permetia l'ensenyament de les llengües regionals a l'escola, tot i que va tenir una aplicació molt migrada. A començaments dels anys 1960 Andreo Ar Merser va intentar aplicar els beneficis d'aquesta llei a l'escola pública de Glomel, però a la pràctica va resultar impracticable, ja que no s'autoritzarà cap ensenyament organitzat en bretó fins a la constitució de Diwan el 1976.
A partir dels anys 1970 l'associació Skol An Emsav organitzà cursos de bretó per a adults. El 1976 es constituí la cooperativa d'escoles Diwan, escoles maternals on l'ensenyament es fa totalment en bretó. Alhora, el 4 d'octubre de 1977 aprovà la Carta cultural bretona, destinada a millorar l'ensenyament del bretó, tot i que a la pràctica no va tenir gaires efectes. El 1979 grups de pares crearen l'associació Div Yezh (Dues llengües) per a fomentar l'ensenyament bilingüe a les escoles públiques.
Després de la victòria socialista a les eleccions legislatives franceses de 1981 s'engegà un programa partidari de la descentralització administrativa i de l'ensenyament de les llengües regionals. El 1990 es va crear l'associació de pares Dihun per a l'ensenyament del bretó a les escoles catòliques.
El maig de 1999 l'Institut Cultural de Bretanya va crear l'Ofis ar Brezhoneg (Oficina del Bretó), que des del 2001 impulsarà la campanya Ya d'ar brezhoneg (Sí al bretó). Alhora, el desembre de 2004 el Consell Regional de Bretanya votà a favor del reconeixement tant del bretó com del gal·ló com a "llengües de Bretanya".
Alhora la regió Bretanya ha decidit afavorir la formació de mestres i espera assolir l'objectiu de 20.000 alumnes bilingüe el 2010, un objectiu "ambiciós però realista", segons manifestà el president regional Jean-Yves Le Drian (PS).
A l'inici del curs escolar 2011, 14.174 alumnes rebien ensenyament en bretó (Div Yezh: 5.995 alumnes, Dihun: 4.651 alumnes, Diwan: 3.528 alumnes, d'ells 47 a París).
A l'inici del curs escolar 2019, malgrat un augment constant, nomes 18.890 alumnes rebien ensenyament en bretó (Div Yezh: 9.120 alumnes, Dihun: 5.463 alumnes, Diwan: 4.307 alumnes).